# Eduardo Contreras Fernández
Eduardo Alfredo Contreras y Fernández es un político mexicano, miembro del Partido Acción Nacional.
Fue secretario del Ayuntamiento de Naucalpan de Juárez durante la primera administración de José Luis Durán Reveles  (1997-2000), y presidente municipal de 2000 a 2003.
Fue candidato a diputado local por el distrito 29 del Estado de México, y aunque perdió con la candidata de la coalición PRI-PVEM fue diputado local de representación proporcional en la LVI Legislatura(2006-2009).
En la LVI Legislatura del Estado de México fue presidente de la Comisión de Vigilancia del Órgano Superior de Fiscalización